# 2025年抱川誤爆事故
2025年抱川誤爆事故（2025ねんポチョンごばくじこ）は、2025年3月6日に韓国空軍の2機のKF-16が昇進科学化訓練場近くの京畿道抱川市の民間人居住地域にMk 82爆弾計8発を誤って投下し、15人が負傷した事故である。この事故は、韓国とアメリカの間で行われた米韓合同軍事演習中に発生した。

## 誤爆
誤爆は現地時間10時04分に行われた。韓国軍によると、1機目のKF-16のパイロットは民間人居住地域Mk 82爆弾を投下する前に誤った座標を入力していた。2機目も爆弾を投下したが、原因は調査中である。合計で8発のMk 82爆弾が投下された。
報道によると、15人が負傷し、このうち2人が重傷である。住宅2棟、教会1棟、数台の車両が大きな被害を受けた。

## 影響
誤爆後、爆発物処理班が不発弾を捜索中、抱川の住民は避難した。韓国軍は誤爆後に実弾演習を中断したことを発表した。韓国空軍は事故を調査中で、被害者に補償すると発表した。